# Darwin Machís
Darwin Daniel Machís Marcano (Tucupita, 7 febbraio 1993) è un calciatore venezuelano, attaccante della nazionale venezuelana, svincolato.

## Caratteristiche
È un'ala sinistra che predilige svariare su tutto il fronte offensivo, può agire anche sulla fascia opposta e può ricoprire anche il ruolo di prima punta, dotato di buona velocità ed ottima tecnica individuale.

## Carriera

### Club

#### Mineros de Guayana
Inizia la sua carriera da calciatore professionista nelle file del Mineros nel 2011, esattamente il 21 agosto, quando debutta in campionato in occasione del match con l'Estudiantes Mérida. Realizza la sua prima rete da calciatore professionista l'11 settembre, durante la partita giocata con il Yaracuyanos; in quell'occasione rimedia anche la sua prima ammonizione in carriera. Il 1º ottobre segna la sua prima doppietta, in carriera, in occasione del match di campionato con il Deportivo Táchira. Conclude la sua prima stagione tra i professionisti con uno score di 27 partite giocate e 8 reti realizzate in liga, e 8 reti in 9 partite nella coppa.
Il 7 dicembre 2011 vince il suo primo titolo, la Copa Venezuela 2011, torneo in cui è capocannoniere con 8 gol. Segna 8 gol nella Liga Venezuelana 2011-2012, in cui la sua squadra giunge quarta.
L'8 agosto del 2012 la Federación Venezolana de Fútbol premia Machìs come giovane dell'anno.

#### Granada
Il 6 luglio 2012 si trasferisce in Italia nell'Udinese firmando un contratto quinquennale. Viene subito girato dalla società friulana al Granada per favorire l'ambientazione nel calcio europeo.

#### Udinese
Nell'estate del 2018 si aggrega all'Udinese dove esordisce in Coppa Italia l'11 agosto 2018 contro il Benevento segnando anche la prima rete con la nuova maglia.

#### Cadice
Il 29 gennaio 2019 viene acquistato in prestito di sei mesi per 300.000 euro dal Cadice.

#### Ritorno al Granada
Il 28 luglio 2019 fa ritorno a titolo definitivo al Granada per circa 3,5 milioni di euro, firmando un contratto quadriennale con il club iberico.

### Nazionale
Ha giocato nella nazionale venezuelana Under-20, con cui nel 2013 ha partecipa al campionato sudamericano Under-20 del 2013 con l'Under-20, non superando però la prima fase del torneo.

Debutta nella nazionale maggiore venezuelana, a soli 18 anni, il 23 dicembre 2011 in occasione dell'amichevole giocata a Barquisimeto contro la Costa Rica.

## Statistiche

### Cronologia presenze e reti in nazionale
| Cronologia completa delle presenze e delle reti in nazionale ― Venezuela | Cronologia completa delle presenze e delle reti in nazionale ― Venezuela | Cronologia completa delle presenze e delle reti in nazionale ― Venezuela | Cronologia completa delle presenze e delle reti in nazionale ― Venezuela | Cronologia completa delle presenze e delle reti in nazionale ― Venezuela | Cronologia completa delle presenze e delle reti in nazionale ― Venezuela | Cronologia completa delle presenze e delle reti in nazionale ― Venezuela | Cronologia completa delle presenze e delle reti in nazionale ― Venezuela |
| Data                                                                     | Città                                                                    | In casa                                                                  | Risultato                                                                | Ospiti                                                                   | Competizione                                                             | Reti                                                                     | Note                                                                     |
| ------------------------------------------------------------------------ | ------------------------------------------------------------------------ | ------------------------------------------------------------------------ | ------------------------------------------------------------------------ | ------------------------------------------------------------------------ | ------------------------------------------------------------------------ | ------------------------------------------------------------------------ | ------------------------------------------------------------------------ |
| 23-12-2011                                                               | Barquisimeto                                                             | Venezuela                                                                | 0 – 2                                                                    | Costa Rica                                                               | Amichevole                                                               | -                                                                        | 59’                                                                      |
| 26-1-2012                                                                | Houston                                                                  | Messico                                                                  | 3 – 1                                                                    | Venezuela                                                                | Amichevole                                                               | -                                                                        | 75’                                                                      |
| 23-3-2017                                                                | Maturín                                                                  | Venezuela                                                                | 2 – 2                                                                    | Perù                                                                     | Qual. Mondiali 2018                                                      | -                                                                        | 72’                                                                      |
| 28-3-2017                                                                | Santiago del Cile                                                        | Cile                                                                     | 3 – 1                                                                    | Venezuela                                                                | Qual. Mondiali 2018                                                      | -                                                                        | 68’                                                                      |
| 3-6-2017                                                                 | Sandy                                                                    | Stati Uniti                                                              | 1 – 1                                                                    | Venezuela                                                                | Amichevole                                                               | -                                                                        | 67’                                                                      |
| 8-6-2017                                                                 | Boca Raton                                                               | Ecuador                                                                  | 1 – 1                                                                    | Venezuela                                                                | Amichevole                                                               | -                                                                        | 77’                                                                      |
| 31-8-2017                                                                | San Cristóbal                                                            | Venezuela                                                                | 0 – 0                                                                    | Colombia                                                                 | Qual. Mondiali 2018                                                      | -                                                                        |                                                                          |
| 13-11-2017                                                               | Nimega                                                                   | Venezuela                                                                | 0 – 1                                                                    | Iran                                                                     | Amichevole                                                               | -                                                                        | 75’                                                                      |
| 7-9-2018                                                                 | Miami                                                                    | Venezuela                                                                | 1 – 2                                                                    | Colombia                                                                 | Amichevole                                                               | 1                                                                        | 81’                                                                      |
| 11-9-2018                                                                | Panama                                                                   | Panama                                                                   | 0 – 2                                                                    | Venezuela                                                                | Amichevole                                                               | -                                                                        | 79’                                                                      |
| 16-11-2018                                                               | Ōita                                                                     | Giappone                                                                 | 1 – 1                                                                    | Venezuela                                                                | Amichevole                                                               | -                                                                        | 85’                                                                      |
| 20-11-2018                                                               | Doha                                                                     | Iran                                                                     | 1 – 1                                                                    | Venezuela                                                                | Amichevole                                                               | 1                                                                        | 82’                                                                      |
| 22-3-2019                                                                | Madrid                                                                   | Argentina                                                                | 1 – 3                                                                    | Venezuela                                                                | Amichevole                                                               | -                                                                        | 79’                                                                      |
| 6-6-2019                                                                 | Atlanta                                                                  | Messico                                                                  | 3 – 1                                                                    | Venezuela                                                                | Amichevole                                                               | -                                                                        | 46’                                                                      |
| 9-6-2019                                                                 | Cincinnati                                                               | Stati Uniti                                                              | 0 – 3                                                                    | Venezuela                                                                | Amichevole                                                               | -                                                                        | 66’                                                                      |
| 15-6-2019                                                                | Porto Alegre                                                             | Venezuela                                                                | 0 – 0                                                                    | Perù                                                                     | Coppa America 2019 - 1º turno                                            | -                                                                        | 64’                                                                      |
| 18-6-2019                                                                | Salvador                                                                 | Brasile                                                                  | 0 – 0                                                                    | Venezuela                                                                | Coppa America 2019 - 1º turno                                            | -                                                                        | 76’                                                                      |
| 22-6-2019                                                                | Belo Horizonte                                                           | Bolivia                                                                  | 1 – 3                                                                    | Venezuela                                                                | Coppa America 2019 - 1º turno                                            | 2                                                                        | 73’                                                                      |
| 28-6-2019                                                                | Rio de Janeiro                                                           | Venezuela                                                                | 0 – 2                                                                    | Argentina                                                                | Coppa America 2019 - Quarti di finale                                    | -                                                                        | 71’                                                                      |
| 10-9-2019                                                                | Tampa                                                                    | Colombia                                                                 | 0 – 0                                                                    | Venezuela                                                                | Amichevole                                                               | -                                                                        | 46’                                                                      |
| 10-10-2019                                                               | Caracas                                                                  | Venezuela                                                                | 4 – 1                                                                    | Bolivia                                                                  | Amichevole                                                               | 1                                                                        | 56’                                                                      |
| 14-10-2019                                                               | Caracas                                                                  | Venezuela                                                                | 2 – 0                                                                    | Trinidad e Tobago                                                        | Amichevole                                                               | 1                                                                        | 46’                                                                      |
| 19-11-2019                                                               | Suita                                                                    | Giappone                                                                 | 1 – 4                                                                    | Venezuela                                                                | Amichevole                                                               | -                                                                        | 61’                                                                      |
| 9-10-2020                                                                | Barranquilla                                                             | Colombia                                                                 | 3 – 0                                                                    | Venezuela                                                                | Qual. Mondiali 2022                                                      | -                                                                        | 78’                                                                      |
| 14-10-2020                                                               | Mérida                                                                   | Venezuela                                                                | 0 – 1                                                                    | Paraguay                                                                 | Qual. Mondiali 2022                                                      | -                                                                        | 84’                                                                      |
| 14-11-2020                                                               | San Paolo                                                                | Brasile                                                                  | 1 – 0                                                                    | Venezuela                                                                | Qual. Mondiali 2022                                                      | -                                                                        | 76’ 79’                                                                  |
| 17-11-2020                                                               | Caracas                                                                  | Venezuela                                                                | 2 – 1                                                                    | Cile                                                                     | Qual. Mondiali 2022                                                      | -                                                                        | 90+1’                                                                    |
| 7-10-2021                                                                | Caracas                                                                  | Venezuela                                                                | 1 – 3                                                                    | Brasile                                                                  | Qual. Mondiali 2022                                                      | -                                                                        | 74’                                                                      |
| 10-10-2021                                                               | Caracas                                                                  | Venezuela                                                                | 2 – 1                                                                    | Ecuador                                                                  | Qual. Mondiali 2022                                                      | 1                                                                        |                                                                          |
| 14-10-2021                                                               | Santiago del Cile                                                        | Cile                                                                     | 3 – 0                                                                    | Venezuela                                                                | Qual. Mondiali 2022                                                      | -                                                                        | 74’                                                                      |
| 11-11-2021                                                               | Quito                                                                    | Ecuador                                                                  | 1 – 0                                                                    | Venezuela                                                                | Qual. Mondiali 2022                                                      | -                                                                        |                                                                          |
| 16-11-2021                                                               | Caracas                                                                  | Venezuela                                                                | 1 – 2                                                                    | Perù                                                                     | Qual. Mondiali 2022                                                      | 1                                                                        |                                                                          |
| 28-1-2022                                                                | Barinas                                                                  | Venezuela                                                                | 4 – 1                                                                    | Bolivia                                                                  | Qual. Mondiali 2022                                                      | 1                                                                        | 85’                                                                      |
| 1-2-2022                                                                 | Montevideo                                                               | Uruguay                                                                  | 4 – 1                                                                    | Venezuela                                                                | Qual. Mondiali 2022                                                      | -                                                                        | 46’                                                                      |
| 25-3-2022                                                                | Buenos Aires                                                             | Argentina                                                                | 3 – 0                                                                    | Venezuela                                                                | Qual. Mondiali 2022                                                      | -                                                                        | 77’                                                                      |
| 29-3-2022                                                                | Ciudad Guayana                                                           | Venezuela                                                                | 0 – 1                                                                    | Colombia                                                                 | Qual. Mondiali 2022                                                      | -                                                                        |                                                                          |
| 15-11-2022                                                               | Sharja                                                                   | Venezuela                                                                | 2 – 2                                                                    | Panama                                                                   | Amichevole                                                               | -                                                                        | 46’                                                                      |
| 15-6-2023                                                                | Washington                                                               | Venezuela                                                                | 1 – 0                                                                    | Honduras                                                                 | Amichevole                                                               | -                                                                        |                                                                          |
| 7-9-2023                                                                 | Barranquilla                                                             | Colombia                                                                 | 1 – 0                                                                    | Venezuela                                                                | Qual. Mondiali 2026                                                      | -                                                                        | 82’                                                                      |
| 12-10-2023                                                               | Cuiabá                                                                   | Brasile                                                                  | 1 – 1                                                                    | Venezuela                                                                | Qual. Mondiali 2026                                                      | -                                                                        | 58’                                                                      |
| 17-10-2023                                                               | Maturín                                                                  | Venezuela                                                                | 3 – 0                                                                    | Cile                                                                     | Qual. Mondiali 2026                                                      | 1                                                                        | 57’                                                                      |
| 16-11-2023                                                               | Maturín                                                                  | Venezuela                                                                | 0 – 0                                                                    | Ecuador                                                                  | Qual. Mondiali 2026                                                      | -                                                                        | 71’                                                                      |
| 21-11-2023                                                               | Lima                                                                     | Perù                                                                     | 1 – 1                                                                    | Venezuela                                                                | Qual. Mondiali 2026                                                      | -                                                                        | 24’                                                                      |
| 21-3-2024                                                                | Fort Lauderdale                                                          | Venezuela                                                                | 1 – 2                                                                    | Italia                                                                   | Amichevole                                                               | 1                                                                        | 62’                                                                      |
| 24-3-2024                                                                | Houston                                                                  | Guatemala                                                                | 0 – 0                                                                    | Venezuela                                                                | Amichevole                                                               | -                                                                        | 84’                                                                      |
| 22-6-2024                                                                | Santa Clara                                                              | Ecuador                                                                  | 1 – 2                                                                    | Venezuela                                                                | Coppa America 2024 - 1º turno                                            | -                                                                        | 31’ 46’                                                                  |
| 26-6-2024                                                                | Inglewood                                                                | Venezuela                                                                | 1 – 0                                                                    | Messico                                                                  | Coppa America 2024 - 1º turno                                            | -                                                                        | 71’                                                                      |
| 30-6-2024                                                                | Austin                                                                   | Giamaica                                                                 | 0 – 3                                                                    | Venezuela                                                                | Coppa America 2024 - 1º turno                                            | -                                                                        | 9’ 60’                                                                   |
| 5-9-2024                                                                 | El Alto                                                                  | Bolivia                                                                  | 4 – 0                                                                    | Venezuela                                                                | Qual. Mondiali 2026                                                      | -                                                                        | 46’                                                                      |
| 10-9-2024                                                                | Maturín                                                                  | Venezuela                                                                | 0 – 0                                                                    | Uruguay                                                                  | Qual. Mondiali 2026                                                      | -                                                                        | 59’                                                                      |
| 10-10-2024                                                               | Maturín                                                                  | Venezuela                                                                | 1 – 1                                                                    | Argentina                                                                | Qual. Mondiali 2026                                                      | -                                                                        | 59’                                                                      |
| 15-10-2024                                                               | Asunción                                                                 | Paraguay                                                                 | 2 – 1                                                                    | Venezuela                                                                | Qual. Mondiali 2026                                                      | -                                                                        | 79’                                                                      |
| Totale                                                                   |                                                                          | Presenze                                                                 | 52                                                                       |                                                                          | Reti                                                                     | 11                                                                       |                                                                          |

## Palmarès

### Club

#### Competizioni nazionali
- Coppa del Venezuela: 1

Mineros de Guayana: 2011